# بي بي سي عربي
بي بي سي عربي هي شبكة لنقل الأخبار والمعلومات إلى العالم العربي عبر عدة وسائط، تشمل الإنترنت والراديو والتلفزيون والهواتف المحمولة.
وتعد بي بي سي العربية أكبر وأقدم خدمة إعلامية تطلقها بي بي سي بلغة غير الإنجليزية، وقد واصلت تطورها منذ انطلاقها في 3 يناير/ كانون الثاني عام 1938 حتى صارت في مقدمة المحطات الإعلامية في العالم. وكانت تعرف منذ نشأتها وحتى التسعينات بـ «القسم العربي بـ هيئة الإذاعة البريطانية».

## التاريخ
بي بي سي عربي مشروع إعلامي قديم ابتدأ عام 1938 بإحدى أقدم الإذاعات الناطقة بالعربية حيث أطلقت هيئة الإذاعة البريطانية «بي بي سي» في لندن القسم العربي في الإذاعة كأول إذاعة بلغة أجنبية من القسم العالمي التابع لبي بي سي، والتي استمرت خدمتها سبعين عاماً حتى يومنا هذا وبالافتتاحية الشهيرة «هنا لندن: هيئة الإذاعة البريطانية» وقد أصبحت الافتتاحية في فترة التسعينات «هنا لندن: بي بي سي».
في 27 يناير 2023، أغلقت البي بي سي خدمة البث الإذاعي بعد أكثر من 85 عاما.

## بداية البث
- وفي عام 1994 أطلق تلفزيون البي بي سي العربي بتمويل من شركة أوربت السعودية. وبعد أن بثت القناة برنامجاً عن حقوق الإنسان في السعودية قطعت شركة أوربت البث في 1996.
- ثم أطلق القسم العربي في 1998 موقعاً إخبارياً على شبكة الإنترنت تتجدد أخباره على مدار اليوم.
- أطلقت بي بي سي العربية قناة إخبارية جديدة في 2008، وبهذا إضافة للقسم العربي لإذاعة بي بي سي وموقع bbcarabic.com، تكون بي بي سي قد أتمت الخدمة العربية للإذاعة في صورها الثلاث المختلفة.

## وصلات خارجية
- موقع BBC العربي